# Адвокат
Адвокатът е юрист, който е оправомощен от закона да предоставя правна помощ, съдействие, процесуално представителство и съдебна защита в полза на лица, групи или организации.
Адвокатите представляват своите клиенти в съда, прокуратурата, органите на досъдебното производство, административните органи, учрежденията или при спорни ситуации; осъществяват консултиране на различни правни казуси, от всички сфери на правото. Адвокатите в България са организирани в адвокатски колегии.
Адвокатската професия е свободна и независима, а разговорите с адвокат, адвокатските книжа, досиета, електронни документи, компютърна техника и други носители на информация, са неприкосновени и не подлежат на преглеждане, копиране, проверка и изземване. Това гарантира неприкосновеността и сигурността на клиентската тайна, за да се осигури и гарантира стабилно процесуално представителство, в рамките на състезателен съдебен процес.

## Адвокатската професия
Адвокатската професия е израз на конституционно гарантираното право на защита и правна помощ на всички граждани и организации.
Освен в съда, адвокатите често съдействат на клиентите си при реализиране на сделки с недвижими имоти, търговски преобразувания, преговори и налагане на обезпечения. Адвокатът е лице, което не само познава закона, но и има нужния опит да консултира и съветва клиентите си в различни области на бизнеса, както и за всякакъв вид дела. Работата на адвоката включва главно практическото упражняване на дадените по закон на клиента права, включително правото на иск. Благодарение на юридическите си знания и опита си при решаване на специфични проблеми, адвокатите са способни да действат по най-добрия начин и да намерят най-прекия път на клиента до дадена цел, съобразно статута на клиента и спецификата на казуса. Правните услуги, предлагани от адвокатите са много и разнообразни, но имат един общ белег: те са свързани с търсене на правилни и законни решения, целящи постигането на определен правен резултат.
Работата на адвоката се състои в практическото приложение на правната теория, както и знанията за решаване на реални проблеми или защитаване на интересите на тези, които наемат адвокат по правни дела. Задълженията на адвоката се състоят в защитата на интересите на неговия доверител. В развитите държави престижността на адвокатската професия произтича от сложността на обществените отношения и осъзнатата необходимост от налагане на строг ред в тях. Гражданите  приемат, че всичко, от статута на семейното имущество и данъците до договора с интернет провайдера, следва да минава през ръцете на юридически консултант, за да се избегнат възможностите за спекулации и, за да има яснота по отношение на техните права и задължения.
Между различните съдебни системи съществуват значителни различия по отношение на ролята на адвоката в тях. Отделните законодателства поставят разнообразни изисквания пред субектите, които упражняват адвокатската професия. Това са различни по вид разрешителни и регистрационни режими, които имат за цел прозрачност при упражняване на професията и публичността на адвокатските регистри. В резултат, значението на термина „адвокат“, може да има различно значение в различните държави. В Република България действа Закон за адвокатурата, който урежда отношенията между адвокат и клиент и регламентира редица права и задължения за адвокатите, както и свързаните с тях санкции. Висш орган на адвокатурата е Висшият адвокатски съвет, който има за седалище гр. София. Той е върховен орган на адвокатурата с ред изключителни правомощия. На регионално ниво действат адвокатските съвети, които ръководят дейността в отделните адвокатски колегии.

## Разграничения от други юридически професии. Придобиване качеството на адвокат.
Често се случва понятията „адвокат“ и „юрист“ да бъдат объркани. Вторият термин има по-широк обхват, тъй като пред всички адвокати стои изискването да бъдат юристи, но не всички юристи са адвокати. Юристи са още и нотариусите, съдиите, прокурорите. В България, след успешно полагане на изпитите в юридическите факултети, държавни изпити и изпит за придобиване на юридическа правоспособност пред Министерство на правосъдието, юристите получават юридическа правоспособност, която им позволява да практикуват някоя измежду многото юридически професии. За да започне едно лице да практикува като адвокат е нужно същото да изпълни изискванията на Закона за адвокатурата и да бъде вписано в някоя от Адвокатските колегии, които са разпределени на регионален принцип. За придобиване на качеството адвокат, кандидатите полагат изпит пред Висшия адвокатски съвет, който се състои от три части – решаване на писмен тест, писмено решаване на казуси и устен изпит. Изпитът покрива материя от гражданското право и наказателното право. Съгласно чл.6, ал.3 от Закона за адвокатурата, без полагане на изпит се вписват кандидатите с образователна и научна степен „доктор по право“, както и лицата, които имат юридически стаж повече от 5 години. Тези лица подават молба за вписване в адвокатската колегия. Изпитът за придобиване на адвокатска правоспособност е с висока сложност и е създаден за да ограничи достъпа на недостатъчно подготвени юристи до адвокатската професия. Това е наложително, тъй като, за разлика от грешките на съдилищата, често поправими в горната инстанция, грешките на адвоката могат да бъдат непоправими (например пропускане на преклузивен срок и т.н.) и фатални за изхода на спора. Съществува и доста популярно схващане, че адвокатският изпит е създаден за да ограничи достъпа до адвокатската професия изобщо, тъй като поради големия брой юристи, които юридическите факултети в България произвеждат, работата на адвокатите е намаляла чувствително.
За встъпване в длъжност, адвокатите полагат клетва в тържествено заседание и подписват клетвен лист. Съдържанието на клетвата е следното:
| „ | Заклевам се да изпълнявам добросъвестно задълженията си като адвокат в съответствие с Конституцията, законите на Република България и морала, да бъда достоен за необходимите за професията доверие и уважение и чрез поведението си при нейното упражняване и в обществото да проявявам уважение към съда и органите на властта, да защитавам с всички допустими от закона средства правата и законните интереси на моите доверители и подзащитни и да не издавам тайните им. Заклех се. | “ |

## Адвокатска дейност
В някои държави адвокатите практикуват в различни области на правото и са строго профилирани. Правната наука е твърде обширна и трудно позволява постигане на цялостен практически опит във всичките ѝ клонове. Поради тази причина в повечето от правните системи има създадена практика адвокатите да се сдружават в адвокатски дружества, които поемат всякакъв тип работа, която впоследствие се разпределя измежду отделните адвокати в дружеството, съобразно техния опит в дадена правна сфера.
В България съществуват множество големи и малки адвокатски дружества, които са способни да поемат дела с висока правна сложност, както и самостоятелни адвокати, които сами определят работата, която поемат, съобразно опита, знанията и времевия ресурс, с който разполагат в конкретния момент. В България адвокатите основно се делят на такива, практикуващи в наказателното право и в гражданското право, но има и такива адвокати, които практикуват и в двата основни отрасла на правото.

## Представителство пред съдилищата
Съгласно българското законодателство, субектите, които могат да извършват действия пред съда са ограничени. Адвокатът упражнява процесуално представителство по силата на пълномощие, най-често предоставено от клиента, който го е наел, или от друго упълномощено лице, вкл. друг адвокат. Често се налага страните по делото да ангажират адвокати да присъстват на съдебните заседания, да пледират, да правят искания пред съда във връзка със защита на правата на упълномощилата ги страна. Причината за това е, че процесуалните закони предвиждат срокове и други изисквания за извършване на много от съдопроизводствените действия, което влече заплаха от пропускането на възможността за извършване на тези действия, което в голяма част от случаите би могло да доведе до загуба на делото. Страните, съгласно повечето национални закони, могат и да се представляват сами, но това често представлява трудност за тях, а на практика изнервя съдиите, които следва да насочват страните в процеса. В страни като Венецуела, от друга страна, никой не може да се яви пред съдия, освен ако не е представляван от адвокат. (липсва източник)

## Органи на адвокатурата в България
Висши органи на адвокатурата в Република България са Общото събрание на адвокатите от страната, което се свиква ежегодно от Висшия адвокатски съвет, Висшият адвокатски съвет, Председателят на Висшия адвокатски съвет, Висшият контролен съвет и Висшият дисциплинарен съд. Адвокатските колегии също имат своите органи: общо събрание, адвокатски съвет, контролен съвет, дисциплинарен съд и председател на адвокатската колегия. Адвокатската колегия е юридическо лице и се състои от вписаните в регистъра ѝ адвокати. В съдебния район на един окръжен съд има една адвокатска колегия. По изключение, с решение на Висшия адвокатски съвет, в района на един окръжен съд може да се определи седалище и на повече от една адвокатска колегия.

## Проучване на дела и изготвяне на съдебни документи
Адвокатите често биват ангажирани за извършването на обширни изследвания и проучвания на релевантни за казуса факти, които интересуват клиента. Има ред начини и прийоми, които адвокатите познават и използват за установяване на собствеността върху имоти, историята на собствеността върху тези имоти, статута и представителството на дружества, както и влиянието на определени лица в тези дружества. Правното проучване представлява съвкупност от сложни действия, които целят установяването на конкретни факти. Такива проучвания се налагат от нуждата на правните субекти да имат сигурност в гражданския оборот, като в случая не става дума единствено за съдебни дела, а за всякакъв вид дела и процедури. За да се направят въпросните проучвания често се налага изготвянето на специални документи и депозирането им пред съответните учреждения. Някои адвокати предпочитат да им се плаща „на парче“ за такъв тип дейност, без да се ангажират с по-нататъшния резултат от проучването или анализа. В тези случаи клиентите винаги имат възможността да се свържат с друг адвокат, който да им предостави следващото „парче“ от въпросното дело. За адвокатите не представлява трудност да свързват тези парчета и да дават прогнози за крайния изход на процедурата или да предложат друго решение за постигане на търсения резултат. Други адвокати избягват да приемат работа „на парче“, считайки, че най-добрият начин да бъде защитен интереса на клиента е да се поема обща отговорност за целесъобразността и правилността на всички извършени действия във връзка със случая.
Съдебните дела биват проучвани от адвокатите директно в деловодството на съда, като често същите се ангажират с писмено или устно становище по въпросното дело. Важно е да се знае, че адвокатските становища представляват единствено мнението на въпросния адвокат във връзка с делото, а не някакъв вид константа. Много рядко се срещат адвокати, които твърдо биха заявили, че дават гаранция за верността на тяхното становище или за изхода от съдебния спор. Това произтича от обстоятелството, че адвокатът дължи на клиента адекватна и навременна правна защита, и, въпреки че той е длъжен да положи максимални усилия за защита на интересите на клиента, той не дължи, а и не би могъл да дължи, конкретен съдебен резултат (конкретен изход от правния спор), тъй като той не е решаващ орган.

## Отношения между адвокат и клиент
Отношенията между адвокат и клиент са основани на добросъвестност, взаимно доверие и отговорност. Адвокатът следва да предоставя адекватно правно съдействие и защита, а клиентът – да изнася пред адвоката всички факти и обстоятелства от значение за предмета на съдействието или защитата. Адвокатът има редица задължения спрямо своите клиенти, произтичащи директно от закона. Такива са задълженията на адвокатите точно да осведомяват своите клиенти за правата и задълженията им, да не поемат работа, за изпълнението на която знаят или са били длъжни да знаят, че не притежават необходимите знания и подготовка, да не представляват или защитават едновременно и двете страни по делото и др.

## Дължимото уважение към адвокатите – реален проблем в България
Правата на адвокатите са изчерпателно изброени и регламентирани в почти всички правни системи. България също не прави изключение. Необходимостта от точна регламентация се налага от естеството на работата на адвокатите, която предполага наличието на специални правни инструменти, които адвокатите да ползват в работата си.
Съгласно чл. 29 от Закона за адвокатурата пред съда, органите на досъдебното производство, административните органи и други служби в страната адвокатът е приравнен със съдията по отношение на дължимото му уважение и му се дължи съдействие като на съдия.
Въпреки яснотата на тази разпоредба, в България поради липсата на организация и ясни инструкции във ведомствата от страна на техните ръководства, адвокатите изпитват редица затруднения в работата си, произтичащи от факта, че пред множество административни органи адвокатът бива третиран като обикновен гражданин. Поради незнание и неразбиране на закона в много ведомства на адвокатите биват отказвани достъп или други услуги, които те по закон имат право да ползват. Това допълнително натоварва съдебната система, тъй като до съда се адресират молби за издаване на съдебни удостоверения, които да служат пред административните органи и чиято цел е набавяне на доказателства. Тези доказателства всъщност адвокатът по закон има право да си набави сам, въз основа представяне на адвокатската си карта. Адвокатите в България проявяват търпимост към този проблем, но това допълнително вреди на техния имидж. Липсата на воля за справянето с тези проблеми се компенсира от настоятелността, която адвокатите са свикнали да проявяват във всеки един конкретен случай, но това от своя страна натоварва и самите административни органи, а нерядко води до конфронтации с деловодители и други административни служители.

## Рекламиране на адвокатската дейност
Един от най-дискутираните и съпоставяни въпроси във връзка с адвокатската дейност в различните държави е невъзможността на същите да рекламират дейността си. Тъй като гилдията, упражняваща юридическата професия е по правило консервативна и държаща на традициите, в много държави се приема, че не е етично адвокатите да рекламират дейността си. Приема се, че препоръката е основният метод на адвоката за набиране на клиенти, което следва от неговия опит и експертиза. Тази постановка е приета и в българския Закон за адвокатурата. Забраната за рекламиране на адвокатската дейност произтича и от обстоятелството, че адвокатите не са търговци, и не могат да упражняват дейността си по търговски начин. Адвокатската дейност е израз на законно гарантираното право на защита в съдебния процес, и поради изключително голямата значимост на това право, тя е възведена от законодателя във вид специална дейност, която следва да се извършва при спазване на правилата, установени в Етичния кодекс на адвоката. Противниците на това схващане изтъкват довода, че в България адвокатската професия е твърде непопулярна, което води до недостиг на клиенти. По данни от сайта на Висшия адвокатски съвет между 2/4 и 3/4 от кандидат адвокатите не издържат адвокатските изпити през последните години. Причината за това е естествено да се корени и в недостатъчно добрата подготовка на бъдещите адвокати, която многото юридически факултети в страната дават, но се изказват и твърдения, че причината е всъщност в недостига на клиенти, който изпитват действащите адвокати.
Доколкото недостигът на клиенти за адвокатите в България се корени в липсата на възможност същите да рекламират дейността си, много адвокати считат забранителната норма на Закона за адвокатурата за пряка пречка пред тях. В сравнително младата българска икономика все още липсва изграденият в други държави рефлекс на гражданите да търсят адвокатска помощ. Много от тях изпитват затруднение в разбирането на това какво точно им се предлага от адвоката и са затруднени да оценят значимостта на адокатската помощ и съдйствие за изхода от съдебния спор или за гарантиране на интересите им при сключване на сделки. Невъзможността да бъде разбрана същността на адвокатската услуга води често до нейното пропускане, което води до пропуски, създава предпоставки за недобросъвестни действия от страна на физически, юридически лица, а често и от страна на служители от държавната и общинска администрация.
Много българи предпочитат да бъдат представлявани и да търсят съдействие от Агенции за недвижими имоти, счетоводители и други посредници и медиатори при решаване на възникнали казуси, като по този начин техния интерес не бива защитен в пълна степен. Популярността на адвокатската услуга в България е твърде слаба в сравнение с развитите икономически държави, което кара много адвокати да негодуват срещу нормите на закона, забраняващи рекламата на адвокатите. 